# Milan Vulić
Milan Vulić (in serbo Милан Вулић?; Belgrado, 10 aprile 1991) è un cestista serbo.

## Palmarès
- Campionato bosniaco: 1

Igokea: 2019-20
- Coppa di Bosnia ed Erzegovina: 1

Igokea: 2021